# Turion 64
Turion 64 — марка одноядерных мобильных (с низким энергопотреблением) 64-битных процессоров производства компании AMD. Данные процессоры (как и последующие Turion 64 X2) являются ответом AMD на линейку мобильных процессоров компании Intel — Pentium M и Intel Core.
Основной акцент при позиционировании и продвижении данного процессора на рынке делается на его энергосберегающие функции, такие как PowerNow! и Cool'n'Quiet.
Процессоры Turion 64 устанавливаются в Socket 754 (первые версии) и Socket S1 и включают от 512 до 1024 КБ кэша 2-го уровня, 64-битный одноканальный контроллер памяти DDR, интегрированный в ядро, и 800 МГц шину HyperTransport.

## Правила нумерации моделей
Выход новых мобильных процессоров оказался также дебютом более удачного способа распознавания моделей. Если модели Mobile Athlon 64 по-прежнему идентифицируют себя четырёхзначным числом со знаком плюс в конце (рейтинговое число), например Athlon 64 3000+, то модели Turion 64 несут алфавитно-цифровой код из двух букв и двух цифр, например MT-28. Первой из двух букв всегда является «M» (от слова «Mobile» — мобильный), то есть она указывает на процессор для ноутбуков. Следующая буква отражает уровень мобильности процессора: чем ближе буква находится к «Z», тем более энергоэффективным является процессор. Другими словами, старшая по алфавиту буква показывает на меньшее энергопотребление и, следовательно, на меньший тепловой пакет.
На данный момент существуют два варианта мобильности: буква «L» указывает на максимальное тепловыделение 35 Вт, а буква «T» — на 25 Вт.
Две цифры, следующие через дефис за буквами, отражают производительность модели в классе, к которому она принадлежит. Чем больше число, тем выше производительность.

## Ядра
Процессоры Turion 64 производились с использованием 90 нм техпроцесса SOI компании IBM.

### Lancaster (90 нм)

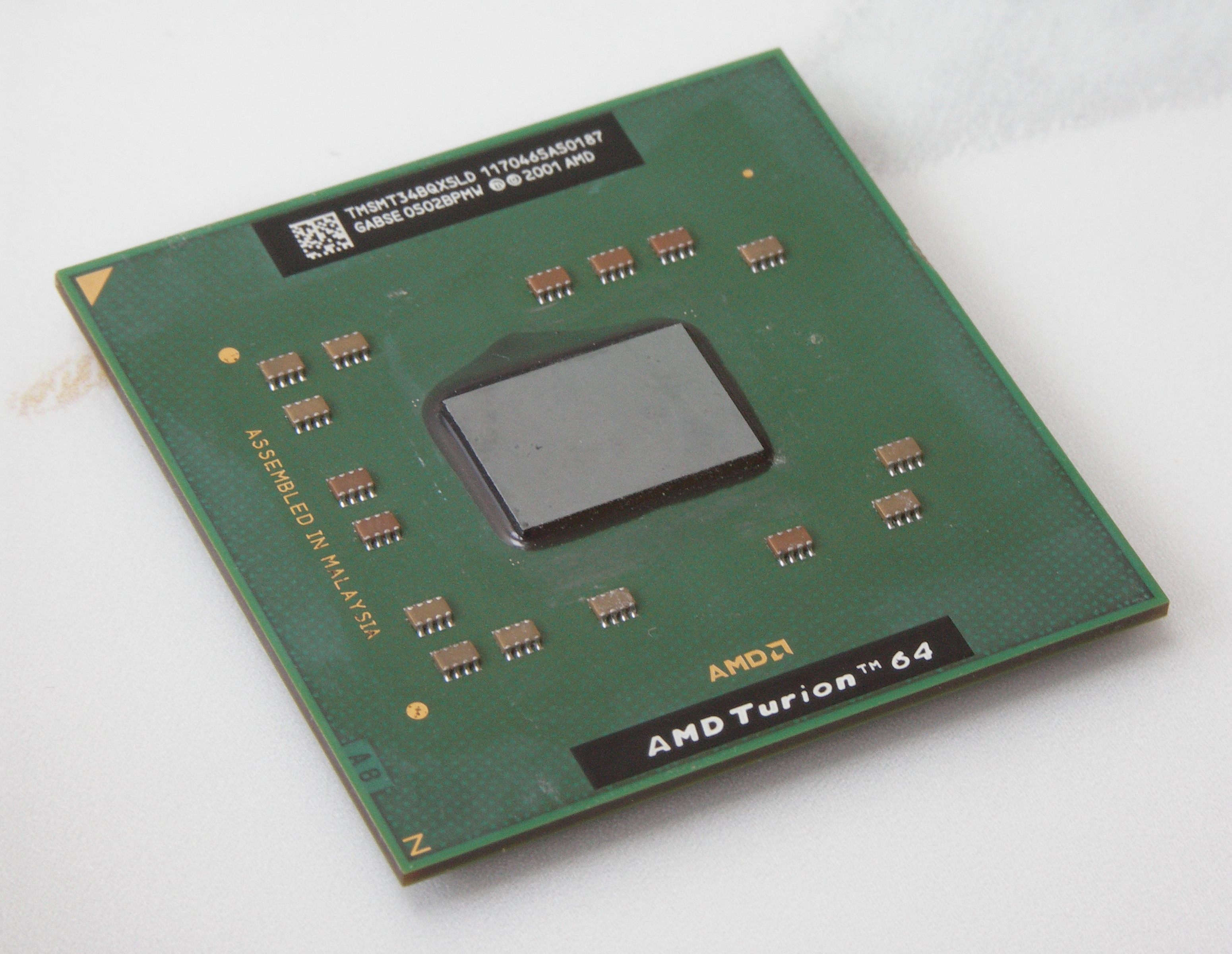
модель MT-34 (вид сверху)

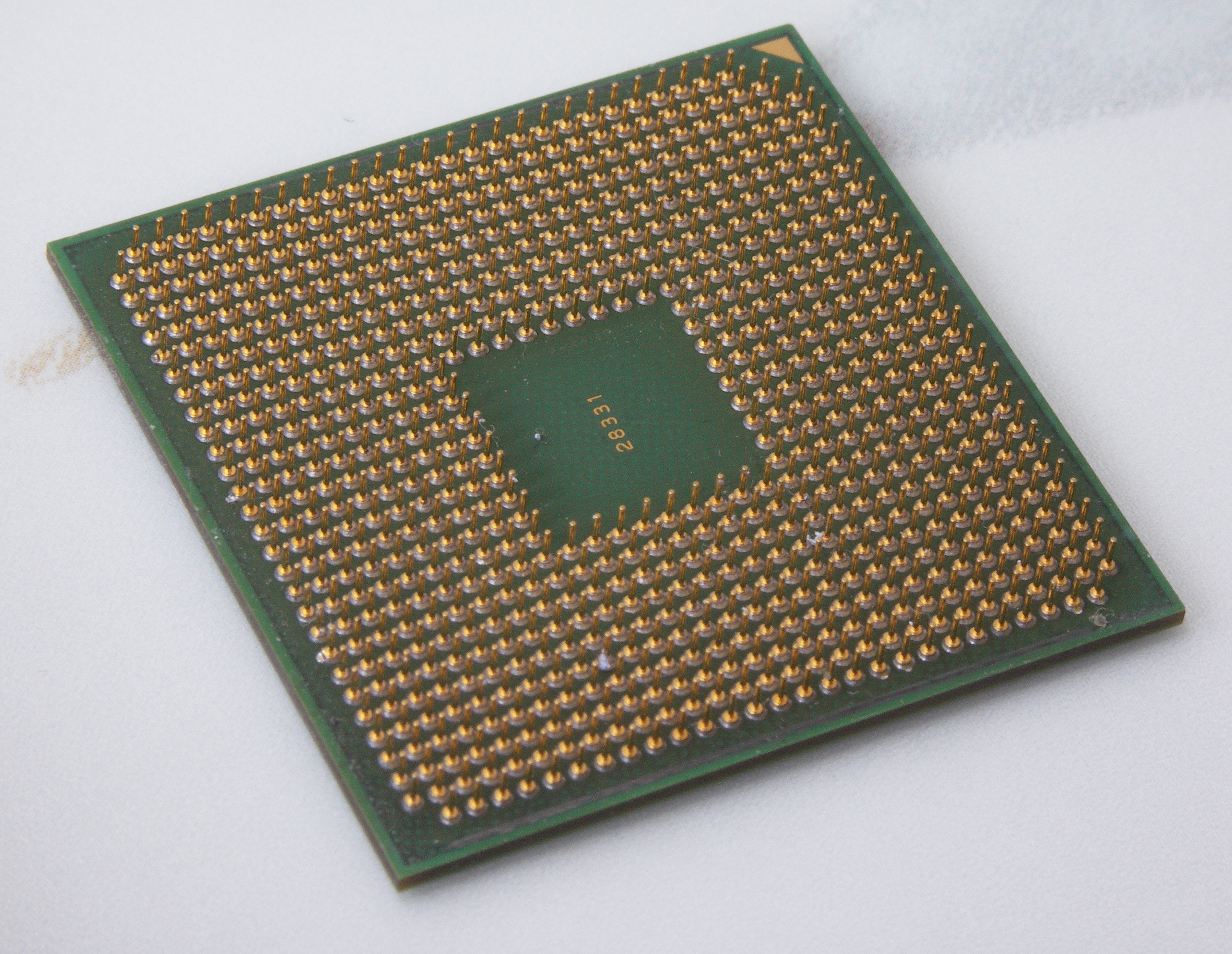
модель MT-34 (вид снизу)

- Кэш первого уровня (L1): 64 + 64 КБ (Данные + Инструкции)
- Кэш второго уровня (L2): 512 или 1024 КБ, работающий на частоте ядра
- Поддержка MMX, Extended 3DNow!, SSE, SSE2, SSE3, AMD64, PowerNow!, NX Bit
- Socket 754, HyperTransport (800 МГц, HT800)
- Напряжение питания ядра (VCore): 1,00—1,45 В
- Потребление энергии (TDP): максимум 25/35 Вт
- Впервые представлен: 10 марта 2005 год
- Рабочие частоты: 1600, 1800, 2000, 2200, 2400 МГц
  - 25Вт TDP:
    - MT-28: 1600 МГц (512 КБ кэш L2)
    - MT-30: 1600 МГц (1024 КБ кэш L2)
    - MT-32: 1800 МГц (512 КБ кэш L2)
    - MT-34: 1800 МГц (1024 КБ кэш L2)
    - MT-37: 2000 МГц (1024 КБ кэш L2)
    - MT-40: 2200 МГц (1024 КБ кэш L2)

  - 35Вт TDP:
    - ML-28: 1600 МГц (512 КБ кэш L2)
    - ML-30: 1600 МГц (1024 КБ кэш L2)
    - ML-32: 1800 МГц (512 КБ кэш L2)
    - ML-34: 1800 МГц (1024 КБ кэш L2)
    - ML-37: 2000 МГц (1024 КБ кэш L2)
    - ML-40: 2200 МГц (1024 КБ кэш L2)
    - ML-42: 2400 МГц (512 КБ кэш L2)
    - ML-44: 2400 МГц (1024 КБ кэш L2)

### Richmond (90 нм)
- Кэш первого уровня: 64 + 64 КБ (данные + инструкции)
- Кэш второго уровня:: 512 КБ, работающий на частоте ядра
- MMX, Enhanced 3DNow!, SSE, SSE2, SSE3, AMD64, PowerNow!, NX Bit
- Socket S1, HyperTransport (800 МГц, HT800)
- Напряжение питания ядра (VCore): 1,00—1,45 В
- Потребление энергии (TDP): максимум 31 Вт
- Впервые представлен: 1 сентября, 2006 года
- Рабочие частоты: 2000, 2200 МГц
  - 31 Вт TDP:
    - MK-36: 2000 МГц (512 КБ кэш L2)
    - MK-38: 2200 МГц (512 КБ кэш L2)

## Дополнительная информация
- Reuters news report on the announcement of the chips
- Physorg report on the chip becoming available
- PCworld Turion based notebooks review
- Turion64 Inside Story from Mobility Guru
- Acer Aspire 5020 Series Review from www.notebookreview.com
- Detailed review at www.anandtech.com
- Detailed review at www.gamepc.com (недоступная ссылка) by Chris Connolly, 4 April 2005
- The Register : AMD, IBM «stress» silicon for 65nm process, by Tony Smith
- Silent PC Review: Turion 64 on the Desktop  Архивная копия от 3 июля 2006 на Wayback Machine
- AMD Competitive Comparison